# Kiro Russo
Kiro Russo (La Paz, Bolivia) es director de cine, guionista, productor y sonidista, conocido por su ópera prima “Viejo Calavera”. Sus obras exploran temas como la minería, la cultura boliviana y las complejidades de la vida urbana.

## Primeros años y herencia familiar
Nació y creció en La Paz, Bolivia, en el barrio de Sopocachi, en la casa que perteneció a sus abuelos. Su abuelo paterno, Rafael Russo, fue un comerciante italiano que emigró a Bolivia a principios del siglo XX, después de llegar al puerto de Buenos Aires desde el sur de Italia. La familia Russo siempre estuvo conectada con la minería boliviana: su abuelo fue comerciante de telas, su padre ingeniero de minas y su madre hija de un contador de minas. Este vínculo con la minería fue clave en la vida y obra de Kiro, quien ha enfocado gran parte de su filmografía en las vidas y experiencias de las comunidades mineras de Bolivia.

## Formación y carrera temprana
Russo comenzó su trayectoria artística en el ámbito de la pintura y la música, habiendo estudiado en el Conservatorio Nacional de Música, donde aprendió a tocar varios instrumentos. También formó parte de bandas de rock paceñas como "Los Tocayos" y "Oz". Sin embargo, eventualmente se alejó del rock y del teatro, donde tuvo formación con figuras como David Mondacca y el Teatro de los Andes, para enfocarse en su verdadera pasión: el cine.
En 2008, Kiro Russo se trasladó a Buenos Aires para estudiar en la Universidad del Cine, donde formó una sólida comunidad de cineastas latinoamericanos. Durante esta etapa, desarrolló un estilo propio influenciado por cineastas como Dziga Vértov, Walter Ruttmann, Ingmar Bergman, Robert Bresson, y Andrei Tarkovski. Su enfoque cinematográfico se basaba en la idea de "capturar el tiempo", viendo el cine no solo como una forma de contar historias, sino como una herramienta para documentar momentos y emociones en su estado más puro.

## Primeras obras:JukuyViejo Calavera
Su debut como director fue con el cortometraje "Juku" (2011), rodado en la mina de Huanuni, Oruro, un lugar que marcaría gran parte de su filmografía futura. Esta obra ya mostraba las características clave del cine de Russo: un profundo interés por los mundos subterráneos y marginales, y un compromiso con la representación fiel y poética de la realidad.
En 2016, Russo lanzó su primer largometraje, "Viejo Calavera", que fue aclamado internacionalmente y consolidó su reputación como uno de los cineastas más importantes de Bolivia. La película, también ambientada en una mina, explora las tensiones generacionales y sociales de las comunidades mineras, y se destaca por su poderosa cinematografía a cargo de Pablo Paniagua, un colaborador cercano de Russo.

## El Gran Movimientoy reconocimiento internacional
El Gran Movimiento (2021) es su segundo largometraje, y una obra que le valió el Premio Especial del Jurado en la sección Horizontes del Festival de Venecia. Este filme sigue a Elder, un joven trabajador de la minería que, después de llegar a La Paz, comienza a enfermarse gravemente. La película explora los temas de la alienación, la salud y la espiritualidad urbana, y continúa la exploración de Russo sobre la vida de los trabajadores mineros y su conexión con la vida urbana.

## Estilo cinematográfico y filosofía
Kiro Russo se distingue por su estilo cinematográfico influenciado por el cine silente y el montaje poético. Se considera un fiel seguidor de las ideas del cine-ojo de Dziga Vértov, donde la cámara se convierte en una extensión del ojo humano para capturar la vida en su estado más espontáneo. Sus películas también se caracterizan por una fuerte crítica social y una profunda empatía hacia los marginados, como los trabajadores mineros o los “jukus” (ladrones de mineral) y las clases urbanas más empobrecidas.
Russo es un firme defensor de la película en celuloide frente al cine digital, lo cual está presente en su decisión de rodar "El Gran Movimiento" en Súper 16mm. Para Russo, el celuloide tiene una capacidad única para capturar el paso del tiempo y las huellas de los momentos.

## Visión de Bolivia y la mina
Russo cree que "Bolivia solo se entiende desde la mina". La minería, según él, es un reflejo de los traumas coloniales y la identidad cultural del país. En su obra, la mina es más que un simple escenario, es un lugar de introspección y de crítica hacia los efectos de la modernidad y el capitalismo sobre las comunidades bolivianas.

## Filmografía seleccionada
- Enterprisse (2010) - Cortometraje
- Juku (2011) - Cortometraje
- Nueva Vida (2015) - Cortometraje
- Viejo Calavera (2016)
- El Gran Movimiento (2021)

## Reconocimientos
- Ganó premios en importantes festivales, incluyendo el Festival de Locarno, Zinemadita, IndieLisboa, Ficunam, el Festival de Documental Jihlava y el Festival Internacional de Kaohsiung.
- Premio Especial del Jurado en la sección Horizontes del Festival de Venecia por "El Gran Movimiento" (2021).